# Договор в Ле-Фле
Договор в Ле-Фле, Мир в Ле-Фле (фр. Paix du Fleix) — договор, подписанный в Ле-Фле 26 ноября 1580 года между братом короля Франции Франсуа Анжуйским и лидерами гугенотов. Франсуа Анжуйский согласился на его подписание, желая сосредоточить свои усилия на войне в Нидерландах. Договор завершил седьмую Гугенотскую войну. Соглашение в целом признало все предыдущие договоры, которые обеспечили религиозные привилегии гугенотов.